# کشیش متأهل
کشیش متأهل (ایتالیایی: Il prete sposato) یک فیلم کمدی ایتالیایی است که در سال ۱۹۷۰ منتشر شد.

## بازیگران
- روسانا پودستا
- لاندو بوتسانکا
- سالوو رندونه
- ماگلی نوئل
- لوچانو سالچه
- سیلویا دیونیزیو
- ماری‌آنجلا ملاتو
- پیترو د. ویکو
- کارین شوبرت
- انریکو ماریا سالرنو
- باربارا بوشه
- الی گالیانی
- مارگریتا هوروویتس
- نرینا مونتانیانی
- یوجین والتر
- پاتریتسیا گوری
- ایزابلا ساوونا